# Corinnomma semiglabrum
Corinnomma semiglabrum är en spindelart som först beskrevs av Simon 1896.  Corinnomma semiglabrum ingår i släktet Corinnomma och familjen flinkspindlar. Inga underarter finns listade i Catalogue of Life.